# Цепелюв (гмина)
Цепелюв (пол. Ciepielów) — сельская гмина (волость) в Польше, входит как административная единица в Липский повет, Мазовецкое воеводство. Население 5833 человека (на 2004 год).

## Демография
| Перепись                       | Всего   | Всего | Женщины | Женщины | Мужчины | Мужчины |
| ------------------------------ | ------- | ----- | ------- | ------- | ------- | ------- |
| Единицы                        | человек | %     | человек | %       | человек | %       |
| Население                      | 5833    | 100   | 2874    | 49,3    | 2959    | 50,7    |
| Плотность населения (чел./км²) | 43,1    | 43,1  | 21,2    | 21,2    | 21,9    | 21,9    |

## Сельские округа
1. Антонюв
2. Анусин
3. Беляны
4. Бонкова
5. Боровец
6. Вельге
7. Вулька-Домбровска
8. Гардзенице-Колёня
9. Домброва
10. Дрезно
11. Калкув
12. Коханув
13. Кунегундув
14. Лазиска
15. Марянки
16. Новы-Кавенчин
17. Пасеки
18. Подгуже
19. Подоляны
20. Пцин
21. Ранахув-Б
22. Рекувка
23. Сайды
24. Свеселице
25. Старе-Гардзенице
26. Стары-Цепелюв
27. Хотызе
28. Цепелюв
29. Цепелюв-Колёня
30. Чарноляс
31. Червона

## Соседние гмины
1. Гмина Хотча
2. Гмина Илжа
3. Гмина Казанув
4. Гмина Липско
5. Гмина Жечнюв
6. Гмина Сенно
7. Гмина Зволень